# Rosalie Bertell

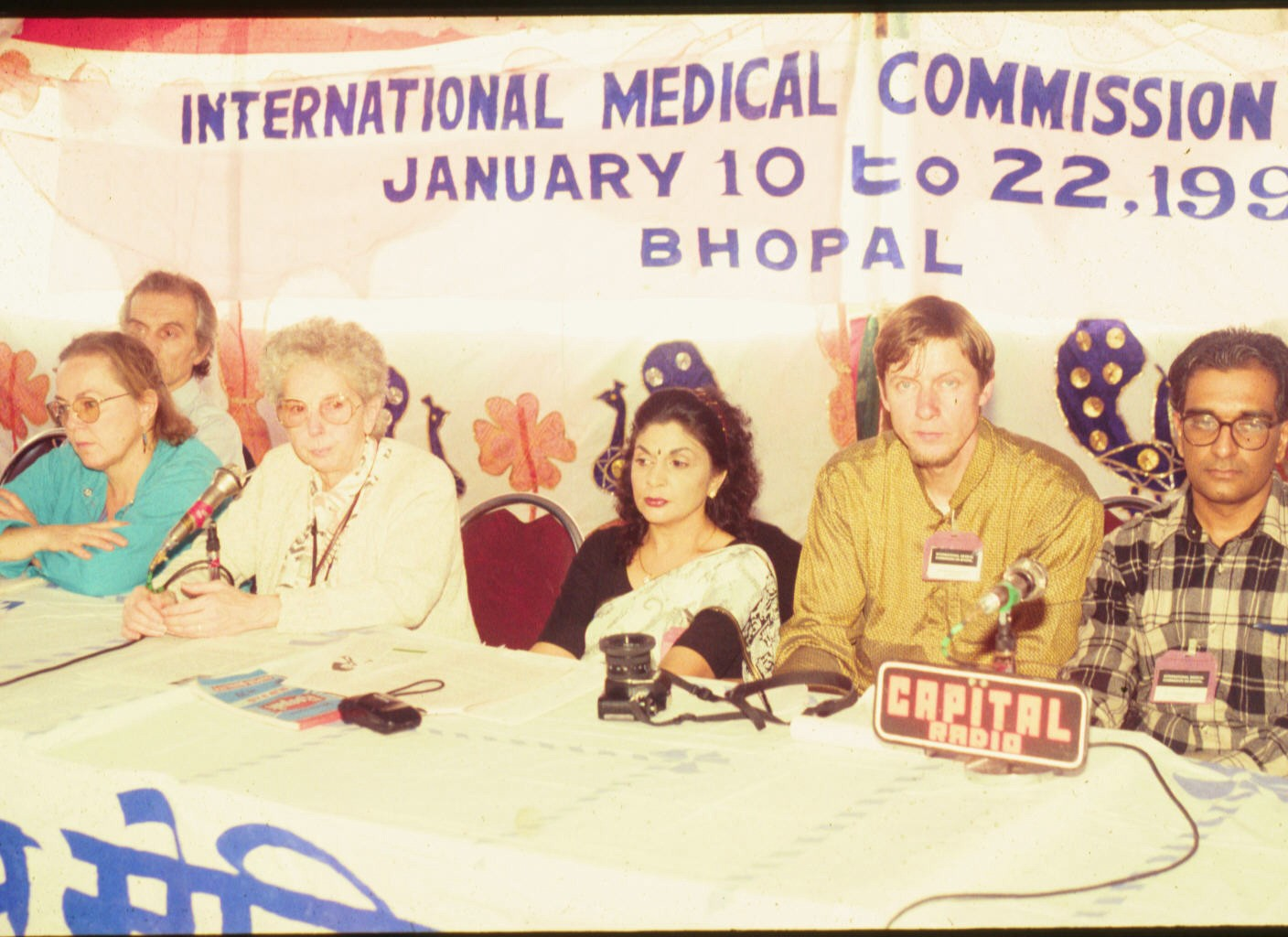
Rosalie Bertell (vierte von rechts) bei der Internationalen Medizinischen Kommission von Bhopal

Rosalie Bertell (* 4. April 1929 in Buffalo; † 14. Juni 2012 in Yardlet, Pennsylvania) war eine US-amerikanische Wissenschaftlerin, Autorin, Biometrikerin, Umweltaktivistin und katholische Nonne. Ab 1970 arbeitete sie auf dem Gebiet der Umweltgesundheit. Sie war eine Ordensschwester der Grey Nuns of the Sacret Heart, wo sie vor allem für ihre Arbeit in der ionisierenden Strahlung bekannt war. Mithilfe der doppelten Staatsbürgerschaft in Kanada und den Vereinigten Staaten arbeitete sie ab 1970 im Bereich der Umweltgesundheit.

## Leben und Werk
Rosalie Bertell wurde in Buffalo, der zweitgrößten Stadt im US-Bundesstaat New York geboren. Ihre Mutter war Kanadierin, ihr Vater war Bürger der USA. Sie war Mitglied der römisch-katholischen Kongregation Grey Nuns of the Sacred Heart in Kanada. Bertell besaß die kanadische und US-Staatsbürgerschaft.
1966 wurde Rosalie Bertell in Biometrie an der Katholischen Universität von Amerika promoviert. Sie arbeitete auf dem Gebiet der Umwelt Epidemiologie und forschte über den Zusammenhang niedriger ionisierender Strahlendosen und Krebs. Von 1969 bis 1978 war sie wissenschaftliche Mitarbeiterin am Roswell Park Cancer Institute in Buffalo. Sie war als Beraterin der Atomenergiebehörde in den Vereinigten Staaten und des Ministeriums für Umwelt und Gesundheit in Kanada tätig. Sie gründete 1996 die Internationale Ärzte Kommission Tschernobyl und war auch Mitglied der Internationalen Medizinischen Kommission von Bhopal. Rosalie Bertell war Präsidentin des Instituts für International Public Health von 1987 bis 2001.
In den 1990er Jahren trat sie als lautstarke Kritikerin des Einsatzes von Uranmunition auf.
Bertell unterstützte Verschwörungstheorien wie die Existenz von Chemtrails sowie die angebliche absichtliche Auslösung von Naturkatastrophen (u. a. das Erdbeben von Haiti im Jahr 2010) und Beeinflussung des Wetters durch das Forschungsprogramm HAARP. Laut Bertell stehe HAARP in Verbindung mit 50 Jahren zunehmend destruktiver Versuche, die obere Atmosphäre zu verstehen und zu kontrollieren. Sie glaubte, mit den von HAARP und vergleichbaren Anlagen in Russland erzeugten ELF-Wellen sei es möglich, Störungen in tektonischen Platten (beispielsweise der San-Andreas-Verwerfung) auszulösen.

## Auszeichnungen
- Hans-Adalbert-Schweigart-Medaille (1983)
- Right Livelihood Award (1986) für die Stärkung des öffentlichen Bewusstseins bezüglich der Zerstörung der Biosphäre und des menschlichen Genpools, besonders durch Niedrigstrahlung[1].
- Internationaler Seán-MacBride-Friedenspreis (2001)
- Nominierung zum Friedensnobelpreis innerhalb des Projekts 1000 Frauen für den Friedensnobelpreis 2005[7]

## Veröffentlichungen (Auswahl)
- No Immediate Danger: Prognosis for a Radioactive Earth, Women’s Press, London, 1985, ISBN 978-0-7043-2846-4
  - deutsche Übersetzung: Keine akute Gefahr? Die radioaktive Verseuchung der Erde. Mit einem Vorwort von Petra Kelly. Goldmann Verlag, München 1987, ISBN 978-3-442-11424-5  (deutsche Erstausgabe).
- Handbook for estimating health effects from exposure to ionizing radiation,  Institute of Concern for Public Health; Ministry of Concern for Public Health; International Radiation Research and Training Institute, Toronto, Buffalo, Birmingham, England, 1986, ISBN 978-0-9694358-0-8
- Planet Earth: The latest weapon of war, Women’s Press, London, 2000, ISBN 978-0-7043-4650-5
  - deutsche Übersetzung: Kriegswaffe Planet Erde. Mit einem Vorwort von Vandana Shiva Gelnhausen-Roth, . J-K-Fischer Verlag, 2011, ISBN 978-3-941956-36-0